# Hermenegildo Sábat
Hermenegildo Mariano «Menchi» Sábat Garibaldi (Montevideo; 23 de junio de 1933 - Buenos Aires, 2 de octubre de 2018), fue un dibujante de prensa uruguayo nacionalizado argentino que vivió y trabajó en Buenos Aires.

## Biografía
Proveniente de una familia de artistas, su abuelo fue Hermenegildo Sábat Lleó, nacido en España, que llegó a Uruguay a corta edad, se dedicó a la pintura y fue un popular caricaturista; su padre fue el dibujante, periodista y escritor Juan Carlos Sábat Pebet; su madre era de Buenos Aires.
Publicó sus primeros dibujos a los quince años en el diario Acción de Montevideo. Trabajó como fotógrafo, impresor ófset, redactor, periodista. Fue nombrado en 1965, redactor del diario El País, ocasión en la que tomó la decisión de renunciar, porque no deseaba asumir la tarea de conducir un periódico, convirtiéndose en artista plástico.
Como fotógrafo fue menos conocido, incluso cuando retrató, en los 50, a una mujer que caminaba desnuda por Montevideo en pleno día. “La fotografía te da una aproximación a muchísimas cosas, y cuenta con mecanismos que hay que conocer. La pintura es otra historia”, decía, atraído por esos “mecanismos propios, a los que da mucho más trabajo acercarse, aproximarse”.
Desde 1966 en la Argentina y hasta su muerte desarrolló su carrera de caricaturista en los periódicos La Opinión, Primera Plana y Atlántida. Cuando lo contrataron en La Opinión puso como condición que a sus dibujos no le agregaran texto al publicarlos, como garantía de que no serían manipulados. El director Jacobo Timerman aceptó resignado, el diario apareció en mayo de 1971 y a las pocas semanas ya estaba entusiasmado con ellos. Desde 1973 ilustró la página de política de Clarín y cuando, de acuerdo al testimonio de Horacio Verbitsky, el diario le pidió un dibujo para ilustrar una nota inventada para vincular al periodista con la dictadura, se negó y se lo contó diciéndole "Yo soy un tipo agradecido. Les dije que no me iba a prestar a esa porquería”.
Durante la dictadura militar  publicó en Clarín una caricatura de Emilio Massera sonriendo mientras miraba su imagen en un espejo.
Otro militar Guillermo Suárez Mason le envió un mensaje grabado advirtiéndole que si seguía publicando sus "pequeños dibujos" de los comandantes militares podría acabar tirado en el río (refiriéndose a los vuelos de la muerte utilizados en esa época para hacer desaparecer detenidos-desaparecidos.
Se nacionalizó argentino en 1980. En su necrológica, Clarín publicó:

Conoció a reyes, guitarristas incomparables y premios Nobel. Conversó con Jorge Luis Borges, cruzó cartas con Julio Cortázar, estuvo en fiestas cerca de Truman Capote, fotografió al clarinetista Benny Goodman, dibujó al Che Guevara y recibió un premio homenaje de manos de García Márquez.

## Reconocimientos
Ha recibido numerosos homenajes: el Premio Konex en 1982 y el Konex de Brillante en 2017. El premio Maria Moors Cabot, otorgado por la Universidad de Columbia en 1988. Fue declarado «personalidad emérita de la cultura argentina» y «Ciudadano Ilustre de la Ciudad Autónoma de Buenos Aires» en 1997. Recibió el doctor honoris causa de la Universidad de la República de Uruguay y fue declarado «ciudadano ilustre de Montevideo (2003), entre otros galardones. 
Ha sido reconocido por su «conducta intachable frente al poder». Robert Cox escribió que

"El legado de Sabat, para la sociedad argentina y específicamente para los periodistas, es el valor de la integridad personal. Su vida personal y su persona pública fueron una y la misma....El tesoro de este genio multifacético, que abarca la poesía, la fotografía, la música, la enseñanza y la amistad, aún no se ha revelado por completo."

Dio su testimonio en el filme Gardel, el alma que canta dirigido en 1985 por Carlos Orgambide y en Tango, Bayle nuestro dirigida en 1988 por Jorge Zanada. Era miembro de la Academia Nacional de Periodismo.
Fue ganador del Premio Nuevo Periodismo CEMEX+FNPI en la modalidad Homenaje, entregado por CEMEX y por la Fundación Nuevo Periodismo presidida por Gabriel García Márquez.
En 2009 participó con un original de una caricatura de El Dante, realizado para el diario Clarín, en la muestra Bicentenario: 200 años de Humor Gráfico que el Museo del Dibujo y la Ilustración realiza en el Museo Eduardo Sívori de Buenos Aires, homenajeando a los más importantes creadores del Humor Gráfico en Argentina.
El 6 de septiembre de 2017, Eduardo van der Kooy escribió en el diario Clarín sobre Santiago Maldonado en momento de hallarse desaparecido; la caricatura de Sábat con la que editorializa las notas mostraba el rostro del joven con sus rasgos modificados; la iconografía a la que Sabat parecía estar recurriendo al alterar la foto icónica de Maldonado alargando su cara y angulando sus cejas son imágenes de Rasputín y el Judío Errante de Courbet, pronto deformado por los nazis como el sionista diabólico.

### Docencia
En 1982 creó la Fundación Artes Visuales, la cual presidió, donde en su taller de Monserrat.

## Controversias
En 2008, durante el conflicto patronal agropecuario, la presidenta de Argentina, Cristina Fernández de Kirchner, manifestó en un acto su rechazo hacia una ilustración de Sábat —en la que él la había dibujado con la boca vendada—, calificándola como «mensaje cuasi mafioso».
Personas afines a la presidenta, como el periodista Horacio Verbitsky, quien además es el titular del Centro de Estudios Legales y Sociales, defendieron al dibujante:

Rozar con la sombra de una sospecha al gran maestro del periodismo, que desde hace cuarenta años regala excelencia y ética, a una persona exquisita como Menchi Sábat, que cuestionó las peores atrocidades cuando nadie se animaba, es una tontería indigna de quien la cometió. Sábat no es Clarín, como antes no fue La Opinión, ni Primera Plana, ni Atlántida. Es un artista maravilloso y el mejor analista político del país. Su obra admirable requiere de un esfuerzo de interpretación. CFK entendió que era un mensaje para que no dijera algo. Pero, ¿por qué dar por sentado que el autor del mensaje es Menchi y no que, gracias a su impresionante sensibilidad para detectar corrientes profundas de la sociedad, interpretó con ese dibujo la intolerancia de las patronales rebeldes, que intenta silenciar a quien apenas lleva cien días de gobierno? La obra de un gran artista no es obvia ni unívoca. En cualquier caso, Sábat tiene derecho a opinar lo que quiera sin que nadie ponga en duda que lo hace de buena fe, como cada acto de su vida, de trabajador austero y obsesivo. Por eso, éste sí es un mensaje mafioso. Los admiradores incondicionales del Maestro decimos: «No se metan con el Menchi».

El dibujante respondió «No hubo ni militares ni civiles que me acusaran de acosar al sexo masculino», agregando que su única opción era «No dibujarla más». Sabat recordó que, entre otras mujeres, había dibujado a Billie Holiday, Alicia Moreau de Justo, Tita Merello y Frida Kahlo y afirmó que hasta ese momento nunca se le había acusado de abusar, opinar o atacar de manera canallesca al sexo femenino.
El Foro de Periodismo Argentino (FOPEA) expresó su «rechazo» por los dichos de la presidenta.
En 2012, en el marco de un fallo judicial contra la Ley de Servicios de Comunicación Audiovisual —impulsada por la presidenta— y favorable al Grupo Clarín, Sábat publicó en ese diario una caricatura de la presidenta con un ojo golpeado, que suscitó repudios de diversos sectores.
Días después, la Legislatura porteña repudió la caricatura al entenderla como un «acto simbólico de violencia de género». La consideró sexista, misógina y que constituía violencia simbólica contra la mujer, prohibida por la ley 26 485. Sábat publicó en Clarín varios otros dibujos sobre la expresidenta en la misma línea, de interpretación controvertida, incluyendo uno en que se la muestra reducida de tamaño y arrodillada frente al juez estadounidense Thomas Griesa.
Sobre esto habló en la última entrevista que dio:

[...] Cuando veo lo mío de aquella época [los años 1970], confirmo que un dibujante no puede derribar gobiernos. Jamás pensé que mis dibujos eran más importantes que lo que sucedía. Los dibujos pueden enojar, pero no alterar la vida tuya ni la de una nación. Como cuando Cristina de Kirchner se enojó con dos míos, uno de 2008 (con dos curitas en la boca, durante la pelea ante el campo) y el otro, del '12 (con el ojo morado, tras un revés judicial). Al primero lo calificó de "mensaje cuasi mafioso". Preferí callarme y no entrar en el juego, pese a que me costaba no contestar. Pronto vinieron a verme: "Sería importante que tomara un café con la Presidenta". Querían que cambiara los pasajes de un viaje arreglado. No accedí. Para el segundo, hubo alcahuetes que se pusieron la camiseta, intentando defender los altos valores de la Cristinidad. Y al mismo tiempo, cercanos a ella que me bancaron.

El 6 de septiembre de 2017, Eduardo van der Kooy escribió en el diario Clarín sobre Santiago Maldonado en momento de hallarse desaparecido; la caricatura de Sábat con la que editorializa las notas mostraba el rostro del joven con sus rasgos modificados; la iconografía a la que Sabat parecía estar recurriendo al alterar la foto icónica de Maldonado alargando su cara y angulando sus cejas son imágenes de Rasputín y el Judío Errante.
En otra nota, días después de la muerte de Sábat, Verbitsky ratificó sus dichos de 2008 sobre el dibujante.
Posteriormente a la muerte de Claudio Bonadío, juez de la llamada causa de los cuadernos, se conoció que el funcionario judicial tenía en su despacho enmarcado frente a su sillón del juez, un dibujo que Sàbat le hizo, el cual dejaría en evidencia la inexistente imparcialidad que tenían contra la ex presidenta tanto él como su autor. Así también el juez tenía en su despacho de un retrato de sí mismo hecho por el autor.
Escribe la periodista Lucía Salinas para Clarín:

[...] Menchi Sábat dibujó a Cristina Kirchner con un rostro visiblemente molesto, de pie, señalando a un Bonadio acostado. Ese retrato enmarcado se encuentra frente al sillón del juez. Para muchos, es una muestra explícita de lo que la expresidenta definiría incansablemente como su "enemigo judicial" y al que ya califica como el "no juez".

## Libros
- Al troesma con cariño (1971), sobre Carlos Gardel.
- Yo Bix, Tú Bix, Él Bix (1972), sobre Bix Beiderbecke.
- Scat: una interpretación gráfica del jazz (1974).
- Una selección de dibujos publicados entre los años 1971 y 1975 (1975).
- Galería personal (1975).
- Dogor (1979), sobre Aníbal Troilo.
- Siempre dije que este tipo no me gusta (1980), selección de dibujos publicados entre 1976 y 1980.
- Monsieur Lautrec (1980), con Julio Cortázar, sobre Henri de Toulouse-Lautrec.
- Tango mío (1981).
- Sentido pésame (1984).
- Vernissage (1989).
- Una insatisfacción tras otra (1990).
- Haberlo sabido antes (1992).
- Fotos (1996).
- Jazz a la carte (1996).
- Carta a Torres García (1996).
- Crónicas del Ángel Gris (1996), ilustraciones del libro de Alejandro Dolina.
- Adioses tardíos (1998).
- La casa sigue en orden: cuatro décadas de historia en dibujos (1999).
- Georgie dear (1999), sobre Jorge Luis Borges.
- Imágenes latentes (2001). Fotografía.
- 20 años de dibujos periodísticos en democracia y 20 óleos (2003)
- Abstemios abstenerse (2004), prólogo de Miguel Brascó.
- Dos dedos: una interpretación de Django Reinhardt (2004), sobre Django Reinhardt.
- Siguen las firmas: inventario apócrifo de falsedades, mentiras y algunas certidumbres (2006).
- El pájaro murió de risa (2007), sobre Charlie Parker.
- Anónimo transparente (2007), sobre Fernando Pessoa.
- Que no se entere Piazzolla (2008) sobre Astor Piazzolla.
- Pesimista militante, una interpretación gráfica de Juan Carlos Onetti (2009).
- Función de abono (2013).
- Rebelde ileso, autobiografía de Sábat (2016).